# Thanatus paucipunctatus
Thanatus paucipunctatus là một loài nhện trong họ Philodromidae.
Loài này thuộc chi Thanatus. Thanatus paucipunctatus được Embrik Strand miêu tả năm 1906.